# Акністе
Акнисте (латис. Aknīste) — місто в Єкабпілському районі Латвії.

## Назва
- Акністе, Акнисте (латис. Aknīste;  вимова) — офіційна латиська назва після 1920 року.
- Акниста (лит. Aknysta) — офіційна литовська назва до 1920 року.
- Окніст (нім. Oknist) — альтернативна німецька назва.

## Географія
Розташоване на березі річки Дієнвідсусея за 135 км на південний схід від Риги, неподалік кордону з Литвою.

## Історія
- З XVII ст. — Велике князівство Литовське
- Ковенська губернія
- Увійшло до складу Латвії 1920 року шляхом обміну на Палангу.